# Liste der Internationalen Meister (Verleihung 1965)

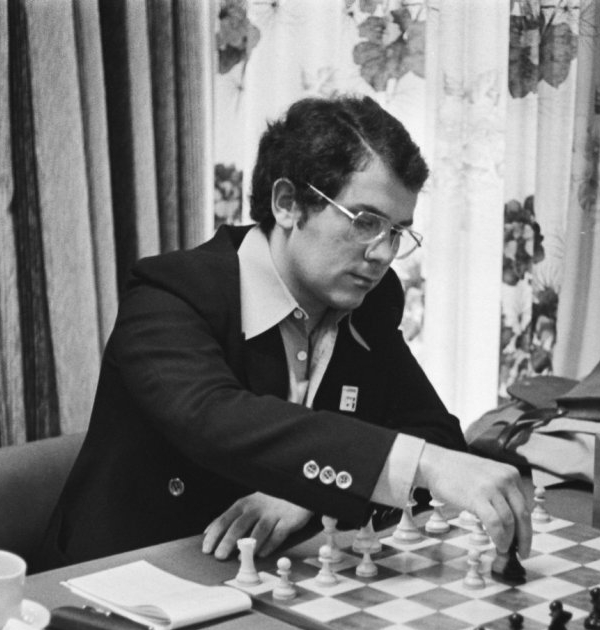
Bojan Kurajica gewann 1976 mit der Solinger SG 1868 den European Club Cup.

Die Liste der Internationalen Meister des Jahres 1965 führt alle Schachspieler auf, die im Jahr 1965 vom Weltschachbund FIDE den Titel Internationaler Meister erhalten haben.
Im Januar 2021 sind noch sieben der damals 23 geehrten Spieler am Leben. Sieben der 23 Spieler erreichten später den Großmeistertitel.

## Legende
Die Tabelle enthält folgende Angaben:
- Name: Nennt den Namen des Spielers.
- Land: Nennt das Land, für das der Spieler 1965 spielberechtigt war.
- Lebensdaten: Nennt das Geburtsjahr und gegebenenfalls das Sterbejahr des Spielers.
- GM: Gibt für Spieler, die später zum Großmeister ernannt wurden, das Jahr der Verleihung an.
- weitere Verbände: Gibt für Spieler, die früher oder später für mindestens einen anderen Verband spielberechtigt waren, diese Verbände mit den Zeiträumen der Spielberechtigung (sofern bekannt) an. Verbandswechsel aufgrund der deutschen Wiedervereinigung sind nicht berücksichtigt, sonstige Wechsel zu einem Nachfolgestaat sind berücksichtigt, sofern der Spieler zu diesem Zeitpunkt noch schachlich aktiv war.

## Liste
| Name                 | Land                            | Lebensdaten | GM   | weitere Verbände                                                                |
| -------------------- | ------------------------------- | ----------- | ---- | ------------------------------------------------------------------------------- |
| Jacobo Bolbochán     | Argentinien                     | 1906–1984   |      |                                                                                 |
| Dirk Daniel van Geet | Niederlande                     | 1932–2012   |      |                                                                                 |
| Svend Hamann         | Dänemark                        | 1940        |      |                                                                                 |
| Artur Hennings       | Deutsche Demokratische Republik | 1940–2003   |      |                                                                                 |
| Vlastimil Jansa      | Tschechoslowakei                | 1942        | 1974 | Tschechien (seit 1993)                                                          |
| Lubomir Kavalek      | Tschechoslowakei                | 1943–2021   | 1966 | Vereinigte Staaten (ab 1970)                                                    |
| László Kovács        | Ungarn                          | 1938–2000   |      |                                                                                 |
| Yair Kraidman        | Israel                          | 1932        | 1976 |                                                                                 |
| Bojan Kurajica       | Jugoslawien                     | 1947        | 1974 | Bosnien und Herzegowina (1992–2006, 2009–2018), Kroatien (2006–2009, seit 2018) |
| Dražen Marović       | Jugoslawien                     | 1938        | 1975 |                                                                                 |
| Mihajlo Mihaljčišin  | Jugoslawien                     | 1933–2002   |      |                                                                                 |
| László Navarovszky   | Ungarn                          | 1933–1996   |      |                                                                                 |
| Wjatscheslaw Osnos   | Sowjetunion                     | 1935–2009   |      | Russland (ab 1992)                                                              |
| Luis Argentino Palau | Argentinien                     | 1896–1971   |      |                                                                                 |
| Jorge Pelikan        | Argentinien                     | 1906–1984   |      | Tschechoslowakei (bis 1939)                                                     |
| Helmut Pfleger       | Bundesrepublik Deutschland      | 1943        | 1975 |                                                                                 |
| Isaías Pleci         | Argentinien                     | 1907–1980   |      |                                                                                 |
| Ljuben Popow         | Bulgarien                       | 1936        |      |                                                                                 |
| Alexander Saizew     | Sowjetunion                     | 1935–1971   | 1967 |                                                                                 |
| Peter Smedeverac     | Jugoslawien                     | 1922–1994   |      |                                                                                 |
| Tüdewiin Üitümen     | Mongolei                        | 1939–1993   |      |                                                                                 |
| Norman Whitaker      | Vereinigte Staaten              | 1890–1975   |      |                                                                                 |
| Lothar Zinn          | Deutsche Demokratische Republik | 1938–1980   |      |                                                                                 |